# Valencijská katedrála
Valencijská katedrála, plným názvem Metropolitní katedrála–bazilika Nanebevzetí Panny Marie Valencijské (španělsky: Iglesia Catedral-Basílica Metropolitana de la Asunción de Nuestra Señora de Valencia) je katolický kostel ve španělském městě Valencie. Katedrála byla vysvěcena v roce 1238 prvním valencijským biskupem po reconquistě, Pere d'Albalatem, arcibiskupem z Tarragony. Na příkaz Jakuba I. Dobyvatele byla zasvěcena svaté Marii. Byla postavena na místě bývalé vizigótské katedrály, která byla za Maurů přeměněna na mešitu. Převládajícím architektonickým stylem katedrály je gotika, i když obsahuje také románské, renesanční, barokní a neoklasicistní prvky. V katedrále se nachází mnoho obrazů z 15. století, některé od místních umělců (například Jacomart), jiné od umělců z Říma, které angažoval papež Alexandr VI., rodák z Valencie. V jedné z kaplí katedrály je uložen kalich, o kterém mnozí věří, že je pravým svatým grálem.